# Hutki (województwo lubelskie)
Hutki – wieś w Polsce, położona w województwie lubelskim, w powiecie zamojskim, w gminie Krasnobród, nad brzegiem rzeki Wieprz.
W latach 1975–1998 miejscowość administracyjnie należała do województwa zamojskiego.
Wieś jest sołectwem w gminie Krasnobród. Według Narodowego Spisu Powszechnego z roku 2011 wieś liczyła 330 mieszkańców.
Wierni Kościoła rzymskokatolickiego należą do parafii Zesłania Ducha Świętego w Krasnobrodzie.

## Części wsi
| SIMC    | Nazwa  | Rodzaj    |
| ------- | ------ | --------- |
| 0891200 | Namule | część wsi |
| 0891217 | Zadwór | część wsi |

## Historia
Miejscowość powstała najprawdopodobniej w XVI wieku. Znajdowała się ona w dobrach należących do Stanisław Lipski właściciela Krasnobród i okolicznych wsi. Pierwsza pisana wzmianka o Hutkach pojawia się w kontekście podziału dóbr Krasnobrodzkich pomiędzy synów Stanisława i Barbara Udrycka Jana i Mikołaja Lipskich w roku 1577. Po roku 1672 dobra Krasnobrodzkie znalazły się w posiadaniu rodziny Tarnowscy w skład, których wchodziła wieś Hutki. W roku 1720 miejscowość była dzierżawiona od rodziny Tarnowskich przez Józefa Blinowskiego. Hutki wraz z Krasnobrodem pozostawały we władaniu rodziny Tarnowskich do roku, 1879 kiedy to ostatni właściciel Jan Teodozjusz Tarnowski Sprzedał dobra Krasnobrodzkie wraz z Hutkami Aleksandrowi Nositz-Jackowskiemu za 70 tys. złotych polskich. Zostały one odsprzedane w tym samym roku Michałowi Chmyzłowskiemu za cenę 41 tys. 168 rubli. Pozostały one jego własnością do roku, 1890 kiedy kupił je Kazimierz Fudakowski herbu herb Dołęga. Dobra te pozostały własnością rodziny Fudakowskich do około 1944 roku. Od pierwszej połowy XIX wieku do dziś wieś była kilkakrotnie spisywana. Miało to związek zarówno z kwestiami podatkowymi jak i szacowaniem wartości dóbr w kontekście ich sprzedaży. Pierwszy zachowany spis miejscowości z 1827 roku podaje, że wieś znajdowała się w powiecie Zamojskim i należała do parafii rzymskokatolickiej w Krasnobrodzie. Liczyła wówczas 25 domów i 157 mieszkańców. W 1840 roku Hutki należały do unickiej parafii w Suchowola. Co najmniej od pierwszej połowy XIX wieku istniała tu karczma, która w 1845 roku uzyskała patent na dalszy handel alkoholem. Znajdowała się ona w miejscu domu nr 10 w Hutkach w bezpośrednim sąsiedztwie obecnego centrum wsi. W tym okresie miejscowość przynależała administracyjnie do gminy Krasnobród. Pod koniec wieku XIX w Hutkach istniał młyn wodny na dwóch kamieniach (w miejscu istniejącego drewnianego mostu), 10 domów dworskich i 26 włościańskich Wieś liczyła 243 mieszkańców w tym 29 prawosławnych oraz 482 morgi ziemi. Ostatni historyczny spis odbył się w roku 1921. Według tego spisu we wsi i leśniczówce było 68 domów i 374 mieszkańców w tym: 12 Ukraińców i 11 Żydów.
We wrześniu 1939 roku w pobliżu Hutek rozbrajała się część Armii „Kraków”. Działała tu też Armia Krajowa i Bataliony Chłopskie.

## Opis miejscowości
Na terenie wsi Hutki występują źródła wywierzyskowe będące oficjalnie uznanym „Pomnikiem Przyrody Nieożywionej”. Stanowią one główną atrakcję z której korzystają zarówno miejscowi jak i przyjezdni czerpiąc wodę posiadającą ugruntowaną renomę w rejonie Krasnobrodu czy Zamościa. Miejscowość leży na terenie Krasnobrodzkiego Parku Krajobrazowego. Na terenie tego pierwszego od początku lat osiemdziesiątych do dziś powstało wiele domków letniskowych. W centrum osady znajduje się budynek „Klubu” w którym mieści się sklep i filia Miejsko-Wiejskiej Biblioteki Publicznej w Krasnobrodzie. Budynek posiada również salę "widowiskowo-zebraniową" wyposażoną w drewnianą scenę i zaplecze sanitarno-gastronomiczne. W sąsiednim budynku funkcjonuje jednostka Ochotniczej Straży Pożarnej założona w 1968 roku, na wyposażeniu której znajduje się wóz strażacki marki Ford Transit. We wsi znajduje się zakład produkcji parkietu „Europarquet”. Mieści się on w budynkach dawnej Betoniarni. We wsi znajduje się też Sala Królestwa zboru Świadków Jehowy. Funkcjonuje tu także gospodarstwo agroturystyczne „Pod Figurą” i łowisko. Hutki posiadają rozbudowane zaplecze noclegowe. Są to zarówno gospodarstwa agroturystyczne jak i kwatery prywatne. Związane jest to z atrakcyjnością Hutek jako miejscowości wypoczynkowej wynikającej z bezpośredniego sąsiedztwa Krasnobrodu i bliskości Zamościa. Mają tu swój początek spływy kajakowe na Wieprzu. Przebiegają tu też liczne szlaki turystyczne. W pobliżu znajdują się stawy wykorzystywane przez mieszkańców i letników jako dzikie kąpielisko. We wsi znajduje się leśniczówka podległa Nadleśnictwu Zwierzyniec. W bezpośrednim sąsiedztwie funkcjonuje również gminna oczyszczalnia ścieków.

## Zabytki
W miejscowości nie zachowało się do naszych czasów zbyt wiele obiektów zabytkowych takich jak: karczma, młyn i większość domów drewnianych których wiele istniało jeszcze w latach dziewięćdziesiątych zeszłego wieku. Istnieją jeszcze pojedyncze domy, stanowią one już jednak mniejszość zabudowy. Do dziś zachowały się kapliczki przydrożne z początku XX wieku. Są to: figura Matki Boskiej z dzieciątkiem (znajdująca się przed gospodarstwem agroturystycznym „Pod Figurą”), krzyż pod lasem na końcu miejscowości i krzyż w połowie wsi w pobliżu Zadworu.

## Znane osoby
- Ostatnie 10 lat swojego życia z Hutkami związał znany polski historyk nowożytnik profesor Józef Andrzej Gierowski, który wybudował tu dom wakacyjny i przebywał we wsi rokrocznie w okresie od maja do października.

## Gospodarka
Podstawowymi gałęziami gospodarki są przemysł drzewny, meblarski, turystyka i rolnictwo.